# Gnidia fulgens
Gnidia fulgens är en tibastväxtart som beskrevs av William Philip Hiern. Gnidia fulgens ingår i släktet Gnidia och familjen tibastväxter. Inga underarter finns listade i Catalogue of Life.